# Aleksandr Chizh
Aleksandr Chizh (tiếng Belarus: Аляксандр Чыж; tiếng Nga: Александр Чиж; sinh 10 tháng 2 năm 1997) là một cầu thủ bóng đá Belarus. Tính đến năm 2018, anh thi đấu cho Dinamo Minsk.